# PLEASE SMILE AGAIN
《PLEASE SMILE AGAIN》（再展笑顏）是安室奈美惠以個人單獨名義在2000年10月4日發行的第18張單曲。

## 簡介
- 與前作《NEVER END》相隔約3個月的新單曲。
- PLEASE SMILE AGAIN為明治製菓的廣告歌曲，廣告版本中的歌曲與原版本的編曲有少許不同。
- 安室本人向小室直說「很想要搖滾歌曲!!」而作了這首歌曲。
- B面歌CROSS OVER其後亦收錄於專輯《break the rules》中，並改為專輯版本。

## 收錄曲
1. PLEASE SMILE AGAIN (TK original mix)(4:43)
作詞・作曲・編曲：小室哲哉
  - 明治製菓「Fran」廣告歌
2. CROSS OVER (TK original mix)(4:42)
作詞・作曲・編曲：小室哲哉
  - TUKA-Phone關西廣告歌
3. PLEASE SMILE AGAIN (Jamaster A Mix)(6:33)
4. PLEASE SMILE AGAIN (tv mix)(4:43)
5. PLEASE SMILE AGAIN (acappella)(4:35)

## 關連DVD
- 「filmography」（DVD）
- 「181920 films + filmography」（DVD）
- 「BEST CLIP」（DVD）